# O Que Faz Falta
"O Que Faz Falta" é um single de José Afonso, editato a partir do álbum Coro dos Tribunais e lançado em 1974.